# 北圣路易斯
北圣路易斯是巴西戈亚斯州的一个市镇。总面积586.06平方公里，总人口4173人，人口密度7.1人/平方公里。